# Idris splendidus
Idris splendidus är en stekelart som först beskrevs av Alan Parkhurst Dodd 1914.  Idris splendidus ingår i släktet Idris och familjen Scelionidae. Inga underarter finns listade i Catalogue of Life.